# 聊斋 (1994年电视剧)
《聊斋》即《聊斋喜剧系列》，根据蒲松龄的小说《聊斋志异》中歌颂性喜剧内容为题材改编的电视连续剧。南昌电影电视创作研究所于1994年出品，选取了其中9篇故事进行改编拍摄，共9个单元计20集。曾在中国中央电视台播出。

## 分篇

### 官运亨通
- 改编自《梦狼》，第1-2集

抚台夏德礼与侄女雨娘私通怀孕，为掩人耳目将雨娘许配县官白荣升，白荣升贪污受贿巴结上司，为求官运亨通，不惜与家奴勾结，将妻子王美兰出卖。白荣升明娶雨娘，暗中又甘当王八，将雨娘送回抚台衙门。
白荣升的老父一日梦见儿子变成吃人肉、喝人血、叼人钱财的恶狼，天神天将告诫白父要教子改恶从善，否则难逃报应。白父千里探子告诫所梦，白荣升不以为然，变本加厉为非作歹。终于，在他节节高升、奉钦命“出洋视察”的途中，遇到一伙“为民除害”的义民，砍掉了这个贪官的脑袋。 
- 马小宁 饰 白荣升
- 牛　犇 饰 白　父
- 滕爱弦 饰 王美兰
- 姚二嘎 饰 白荣家
- 卞　涛 饰 夏得礼
- 王安秋 饰 雨　娘
- 吴建春 饰 李　定
- 钱如鹤 饰 刘　贵
- 扬树粱 饰 钱师爷
- 侯长荣 饰 郎师爷
- 杨思会 饰 菊　香
- 孔爱萍 饰 吴　马

### 妖女画皮
- 改编自《画皮》，第3-4集

王生风流、好色成性，常背着妻子调戏婢女，又与饭馆老板的女儿勾勾搭搭。这天，他在大街徜徉，搜寻貌美色艳的女子。突然，一个绝代佳人闯入眼帘，王生馋涎欲滴抓耳挠腮，不料心急人摔了一跤，撞倒了一个穷老道。
这美女原来是个吃人肉的女妖，因擅于画皮，总是打扮成美女来勾引男人。王生险些被吃，无意之中窥见女妖狰狞面目，吓得魂飞魄散，请求老道驱妖。怎奈王生自己禁不住诱惑，以使斗法屡屡失败。女妖又送金钱贿赂典史，将王生全家监禁。老道尽管法术高强，可他不敢反抗典史的“王法”。经王生说服，终于悟身“典史贪污受贿是私法，不是王法”的道理，逐大显神威使得女妖原形毕露。 

### 一笑三百年
- 改编自《婴宁》，第5-8集

旗幌拓展，摊贩林立。一位潇洒风流的书生王子服亦来一年一度“三月三”春游渎趣。突然，他眼睛一亮，一位绝代容华的村姑，手握梅花款款而至，她那盼顾自如毫无顾忌的欢笑，她那与众不同的纯真与野性，象磁铁般紧紧吸住这位书生的视线。不料那位村姑扔掉梅花飘然而逝，王子服拾起梅花终日茶饭不思害起了相思病。原来，这迷人的村姑便是狐女婴宁。大自然赋于她天真无邪、爱笑敢笑的性格。王子服几经曲折终于如愿以偿。这对自由爱恋的理想情侣在欢笑中时空飞驰：一笑三百年。笑声伸延到卡拉OK舞厅，在摇滚乐中，婴宁与王子服跳起了迪斯科……

### 双遇丽狐
- 改编自《霍女》，第9集

朱大兴是远近闻名的吝啬人，吃碗面还要找个借口退掉面汤、讹诈面馆倒找给他五文钱。可他不光金银满仓而且艳福非浅。这晚他在路上邂逅遇上一位貌似天仙的美女，原来，她就是仙狐霍女。
霍女分身有术，一个身子深深爱着拾金不昧、苦读诗书的黄生，尽管茅屋素食家境贫寒，她亦愿“终生服侍、相依为伴”。二人教书卖画、缝衣卖菜，恩爱甜密的日子过得心满意足。与此同时，霍女的另一个身子每天养尊处优，好吃懒做，燕窝、鱼翅、龙肝、凤胆、鸡心、熊掌……吃得朱大兴的库银日渐匮乏，终于坐吃山空。美人霍女亦不翼而飞人去楼空。生活的惩罚使朱大兴终于悔恨过去重新做人。霍女又以千金高价自“卖”给一个专卖假货的奸商，使他满箱金银化废纸。 

### 两个女鬼
- 改编自《湘裙》，第10-11集

赌鬼范七欲将肥胖丑陋的妹妹卖给财主晏仲为婢。让漂亮的妻子藏灵仙冒充胡弄，谁知弄巧成拙，差点卖掉了老婆。晏仲醉酒半夜回家，遇到亡友陈家林的鬼魂，用银两贿赂“鬼头”“鬼脑”，混进鬼门关，领他到阴曹地府看望已故多年的哥哥晏明，并与小妹湘裙邂逅相遇。湘裙是阴间的“美鬼”，不光长得漂亮而且勤劳贤惠、善解人意，与晏仲一见钟情至赠信物，随晏仲返回人间，喜结良缘。
藏灵仙此时已成溺死鬼，前来迷惑晏仲，使他贪色气竭命归黄泉，幸得其兄晏明买通“鬼头”“鬼脑”，方得重返人间，湘裙又作法使藏灵仙露出狰狞原形，使晏仲迷途知返，与湘裙重归旧好。 

### 洗心革面
- 改编自《陆判》，第12-13集

书生朱尔旦为人正直、胆大包天和嗜酒为命。正因为此，赢得了阴曹地府一位姓陆的判官（人称陆判）的垂青，与他结成情深义厚的酒友。书生的本份是读书应考，可他偏读不好，并非他不用功而是他的心蒙了一层茧壳，他的竞争对手吴文龙尽管无才无德，但有一个当过御史的父亲，花钱贿赂阎王帮他夺取了乡试魁首。
陆判为朱尔旦开膛胸，剥去了心上的厚茧，使他高中解元。朱尔旦的妻子为人善良可是面貌奇丑，吴文龙的妹妹正好相反，貌似天仙可是性情恶劣，陆判又为朱妻换头，使朱尔旦姻缘美满、双喜临门。 

### 阴差阳错
- 改编自《王兰》，第14-15集

王兰是位技术高明的医生，因为“栏”“兰”音同字不同的一字之差，索命鬼错误地拘捕了他的魂灵。当冤案平反、回归人间的路上，索命鬼为表遗憾，将狐狸精千年修练的金丹摄来，赠给了王兰。有了神奇的金丹，王兰真似华陀再世妙手回春，门前求医者车水马龙络绎不绝。
王兰的表哥贺才是个不学无术的庸医，加之一心要钱，制造假药，玩息人命，他的门前总是冷冷清清无人问津。为了夺取金丹，贺才控空心思设置种种阴谋诡计，丧尽天良企图陷害王兰。幸得索命鬼与狐狸精的暗中护佑，使贺屡屡受挫出尽洋相，最终落得个恶有恶报的可悲下场。

### 蝴蝶美女
- 改编自《丐汕》，第16-17集

高玉成是位乐善好施的中年医师。不仅医术高明、而且医道高尚。远近闻名、门庭若市。只是漂亮贤慧的妻子于三年前亡故，思念不已。这天，店堂来了一个乞丐，脚上的疮烂得又脏又臭。高玉成亲自为他免费治疗，并且好吃好喝热情款待。高玉成焉知乞丐竟是法力无边的神仙。
一日，高玉成睡在梦中看见，一位酷似亡妻的蝴蝶仙女，不由令他神思遐想。不料狐狸精乘机冒充蝴蝶女骗取了高医师的情爱，并且兴风作浪闹得高宅怪事迭出日夜不宁。幸得丐仙暗中作法护佑。终于，高玉成历尽艰险，只身闯入西山仙境，在丐仙的指引下觅得蝴蝶女，喜结连理。

### 抱打人间不平
- 改编自《崔猛》，第18-20集

崔猛是个胸怀正义、专打抱不平的义士，林三娘子虐待婆婆，他挺身而出严惩恶媳。恶少陈家海与李申之妻私通，并奸污其小姨柳妹子，反而吊打李申，崔猛半夜潜入陈室杀死淫妇奸夫，李申涉嫌屈打成招被判死刑。崔猛冒死自首，替李申翻案，甘愿偿命。新科刑卸赵元正深知崔猛为人，在复查中改判崔猛充军云南。
王卸史父子因奸情勒死儿媳仇氏，反而仗势欺人，勒令县官胡不图拘捕无辜，将原告仇明、仇清定罪，胡不图无奈被迫封印弃官。李申效仿崔猛义行，潜入王府杀死王氏父子，继任县官蓄意网开一面，李申得以脱逃，柳妹子为其壮举而感动，以身相许。崔猛天涯漂泊，正义留在人间。

## 制作
- 编剧
  - 舒　羽、石奎任　《官运亨通篇》
  - 李天济　《妖女画皮》、《洗心革面篇》
  - 张　刚　《一笑三百年》、《抱打人间不平篇》
  - 肖尹宪　《双遇丽狐篇》
  - 盛汉清　《蝴蝶美女篇》
- 执行导演：张　坚、黄　彪
- 摄　影：李　侠
- 剪　辑：张侠彪
- 道　具：喻国煌、黄昌平、黄启荣
- 美术设计：唐兴华、张　若
- 录　音：肖　潇
- 剧　务：王　兵
- 场　记：潘　越